# St. Dionysius (Niedersgegen)

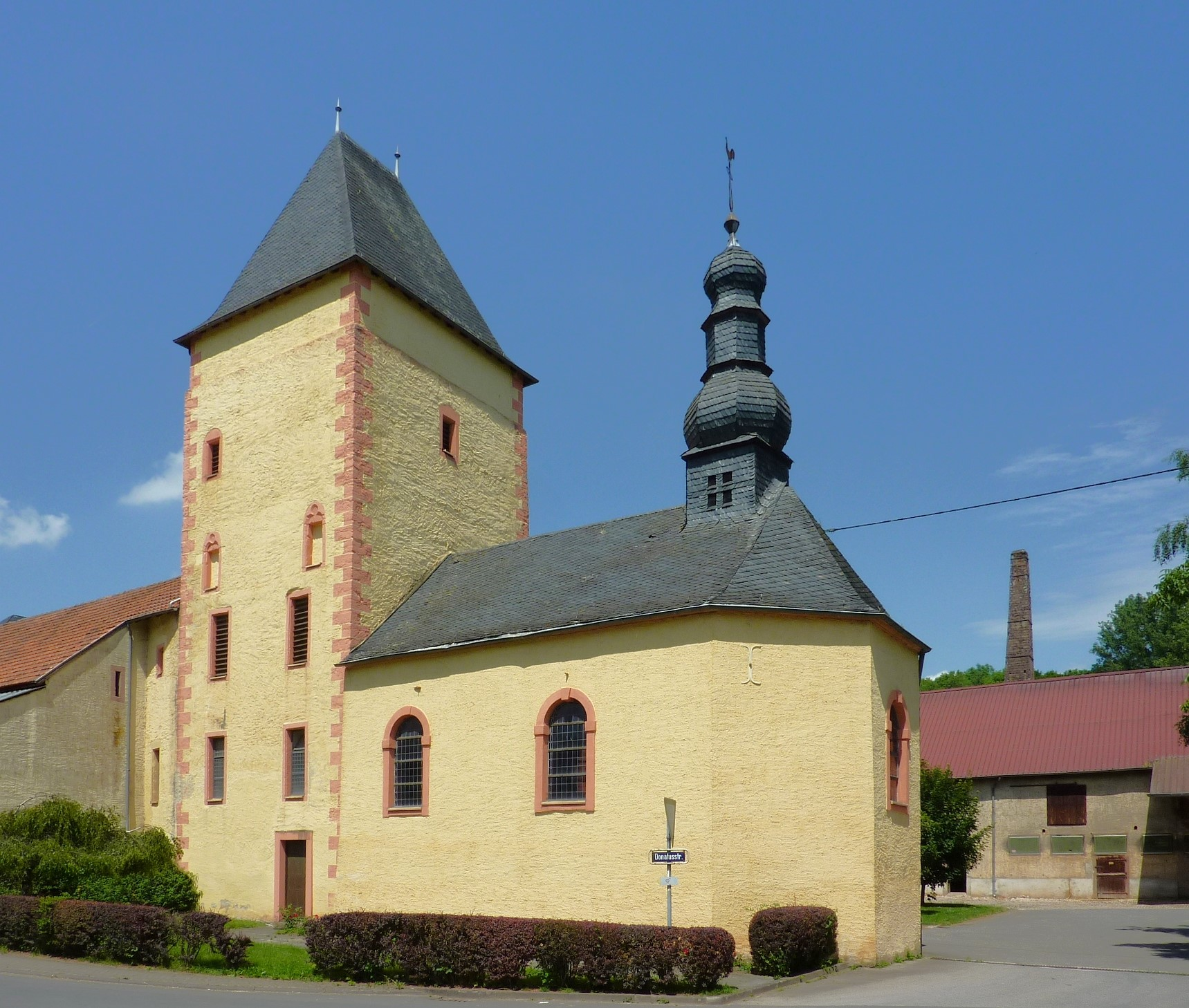
St. Dionysius in Niedersgegen

St. Dionysius ist eine römisch-katholische Filialkirche in Niedersgegen, einem Ortsteil von Körperich (Eifelkreis Bitburg-Prüm) in Rheinland-Pfalz.

## Geschichte
St. Dionysius ist ein dreiseitig geschlossener kleiner Saalbau von zwei Jochen mit Dachreiter. Die ursprünglich dem heiligen Donatus geweihte Kapelle wurde 1734 an einen mittelalterlichen Wohnturm des 14./15. Jahrhunderts (siehe Schlossgut Petry) unter Verwendung der Turmostwand angebaut. 
Der Turm ist ein fünfgeschossiger, verputzter Bruchsteinbau mit steinsichtiger Eckquaderung mit tonnengewölbtem Untergeschoss. Im Zuge einer Renovierung 1968/69 wurde es mit der Kapelle vereinigt und der Eingang auf die Straßenseite verlegt.